# Bimando

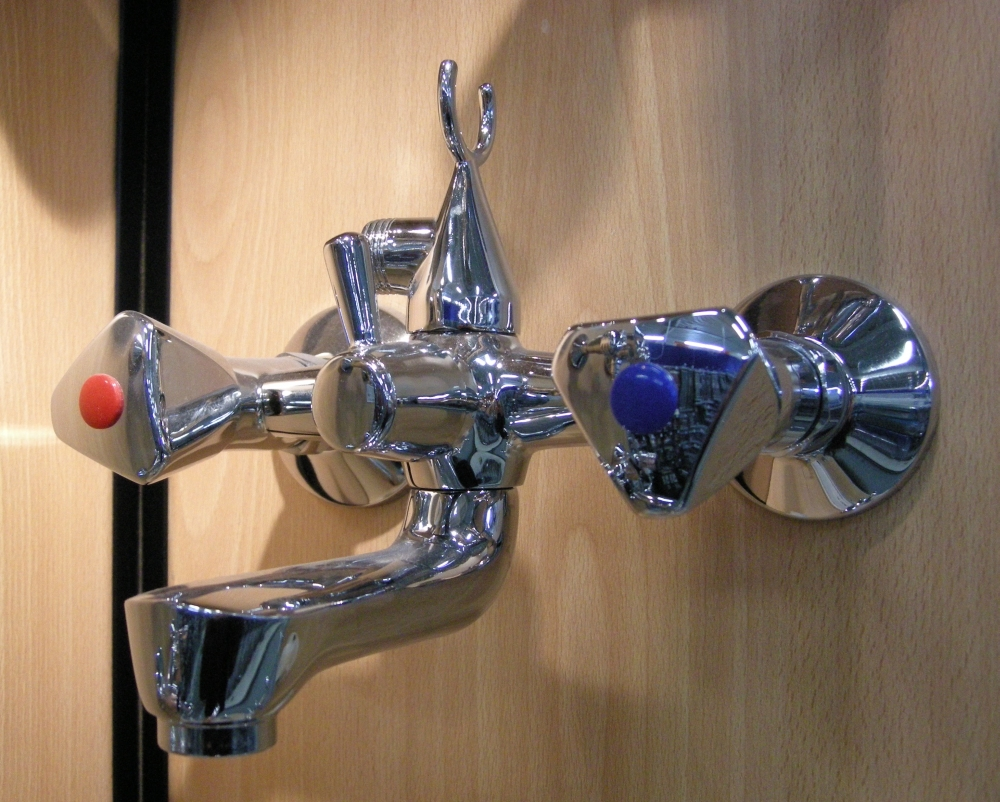
Bimando doméstico.

El bimando es un tipo de grifería en la que existen dos manillas. Con cada una de ellas se mueve una llave de paso, que regula el flujo del agua fría y de la caliente por separado. La mezcla de ambas para conseguir una determinada temperatura del agua de salida se hace manipulando ambos mandos a la vez.

## Funcionamiento
La regulación de las dos aguas se efectúa mediante la rotación de una manilla, conectada a una llave de paso (en algunos países este mecanismo se llama montura, aunque la montura es, propiamente dicho, toda la pieza de metal donde están situadas las llaves y el caño), que es la que determina el caudal de agua en función de su grado de apertura. Las llaves pueden ser de cierre mediante disco de goma, también llamado soleta, o de cierre mediante discos cerámicos.